# Rose Austerlitz
Rose Austerlitz (* 9. Oktober 1876 in Magdeburg; † 28. Mai 1939 in Berlin) war eine deutsche Schriftstellerin und Redakteurin.

## Leben
Die Tochter des jüdischen Schriftstellers Ferdinand Simon verbrachte ihre Kindheit in Wien, Berlin und Genf. Im Jahre 1899 heiratete sie in Prag den Schriftsteller Robert Austerlitz. In Berlin-Grunewald lebte und wirkte sie unter anderem als Redakteurin der Frauenzeitschrift Maja. Bekannt wurde sie unter dem Pseudonym A. Rose mit ihren Romanen über die Berliner Boheme: Kabarett Sphinx und Café Größenwahn.

## Werke
- Suggestion. Roman aus der Berliner Gesellschaft (1902)
- Cabaret Sphinx. Roman aus der Berliner Bohème (1905)
- Ano Kato (Roman, 1905)
- Cafe Größenwahn. Roman aus der Berliner Künstlerwelt. (1906, Ausgabe bei Seemann Nachfolger, Berlin 1910 mit einem Vorwort von Roda Roda); mit einem Nachwort herausgegeben von Georg-Michael Schulz, Hannover : Wehrhahn Verlag, 2024, ISBN 978-3-98859-091-6
- Drei moderne Damen. Ein Liebesroman (1908)
- Der Glücksring (Novelle, 1910)
- Goetzendiener (Roman, 1912)